# Малые Ляды
Малые Ляды (бел. Малыя Ляды) — деревня в Смолевичском районе Минской области Белоруссии. В составе Драчковского сельсовета. Расположена в 30 км на юг от города Смолевичи, в 26 км от ж/д станции Руденск, в 43 км от Минска. В деревне три улицы — Центральная, Зелёная и Полевая.

## История

### В составеВКЛиРечи Посполитой
Известна с XVIII века как местечко в Минском воеводстве ВКЛ, собственность Сангушков, с 1791 — Манюшко.
В 1731 году проводились 2 ярмарки в год.
В 1736 году действовала деревянная униатская церковь, построенная Терезой Завишей из Тышкевичей, деревянный базилианский униатский монастырь, построенный Игнацы Завишей, маршалком ВКЛ.
В 1792—1794 годах вместо деревянного храма был построен каменный.

### В составеРоссийской Империи
После Второго раздела Речи Посполитой в 1793 году — в составе Российской империи.
С 1795 года в Игуменском уезде Минской губернии.
В 1800 году деревня в общей собственности судьи С. Манюшки и Ляденского базилианского монастыря, 34 двора, 208 жителей. Действовал монастырь с каменной церковью и деревянной церковью Иоанна Крестителя, имелась корчма. В первой половине 19 столетия был построен каменный жилой корпус монастыря, при котором действовало уездное 4-классное училище (1809—1824), где учился польский историк А. Зданович. После упразднения церковной унии (1839) монастырь стал православным. При монастыре действовало уездное духовное училище (1834-48). В середине XIX века ежегодно проводилась Петропавловская ярмарка.
В 1858 году 5 крестьян относились к государственной собственности. В 1866 году в деревне было 16 дворов. В 1885 году было 13 дворов, 70 жителей. Согласно переписи 1897 года — местечко, в Смиловичской волости Игуменского уезда Минской губернии, 18 дворов, 79 жителей, действовала православная церковь и Благовещенский монастырь, часовня, церковно-приходская школа, корчма, несколько небольших лавок. Неподалеку от местечка находилось имение Ляды, 1 двор, 72 жителя, паровая мельница; ферма Ляды, 1 двор, 4 жителя.
В 1909 году в местечко было 10 дворов, 66 жителей; в имении — 1 двор, 89 жителей.

### Советский период
Согласно переписи 1917 года в местечке было 19 дворов, 82 жителя; в имении — 1 двор, 109 жителей. В 1918 году Благовещенский монастырь был закрыт. С февраля по декабрь 1918 деревня была оккупирована войсками кайзеровской Германии, с августа 1919 года по июль 1920 года — войсками Польши. С 1919 — в БССР.
В 1921 году недалеко от местечка работал винокуренный завод, 1 двор, 7 жителей. После Октябрьской революции создана трудовая школа 1-й ступени, в которой в 1926 году училось около 100 детей. С 20 августа 1924 года — в Драчковском сельсовете. Согласно переписи 1926 года — местечко, 19 дворов, 80 жителей. В 1930 году организован колхоз «Светлана», который в 1932 году объединял 11 крестьянских хозяйств.
В советско-финскую войну погиб 1 житель. Во время Великой Отечественной войны с конца июня 1941 года по начало июля 1944 года была оккупирована, 4 жителя погибли в партизанской борьбе, 35 — на фронтах.
Согласно переписи 1959 года — местечко, 95 жителей. В 1988 году было 98 хозяйств, в совхозе «Загорье» (центр — аг. Драчково), средняя школа, ФАП.

### В настоящее время
В 1994 году возобновил деятельность Благовещенский монастырь.
В 1996 году было 17 хозяйств, 39 жителей. В 2013 году было 12 хозяйств, 41 житель.

## Достопримечательность
- Бывший монастырь базилиан: Благовещенская церковь, монастырский корпус (2-я пол. XVIII - 1-я пол. XIX в.) —  Историко-культурная ценность Республики Беларусь, шифр 613Г000579

## Галерея

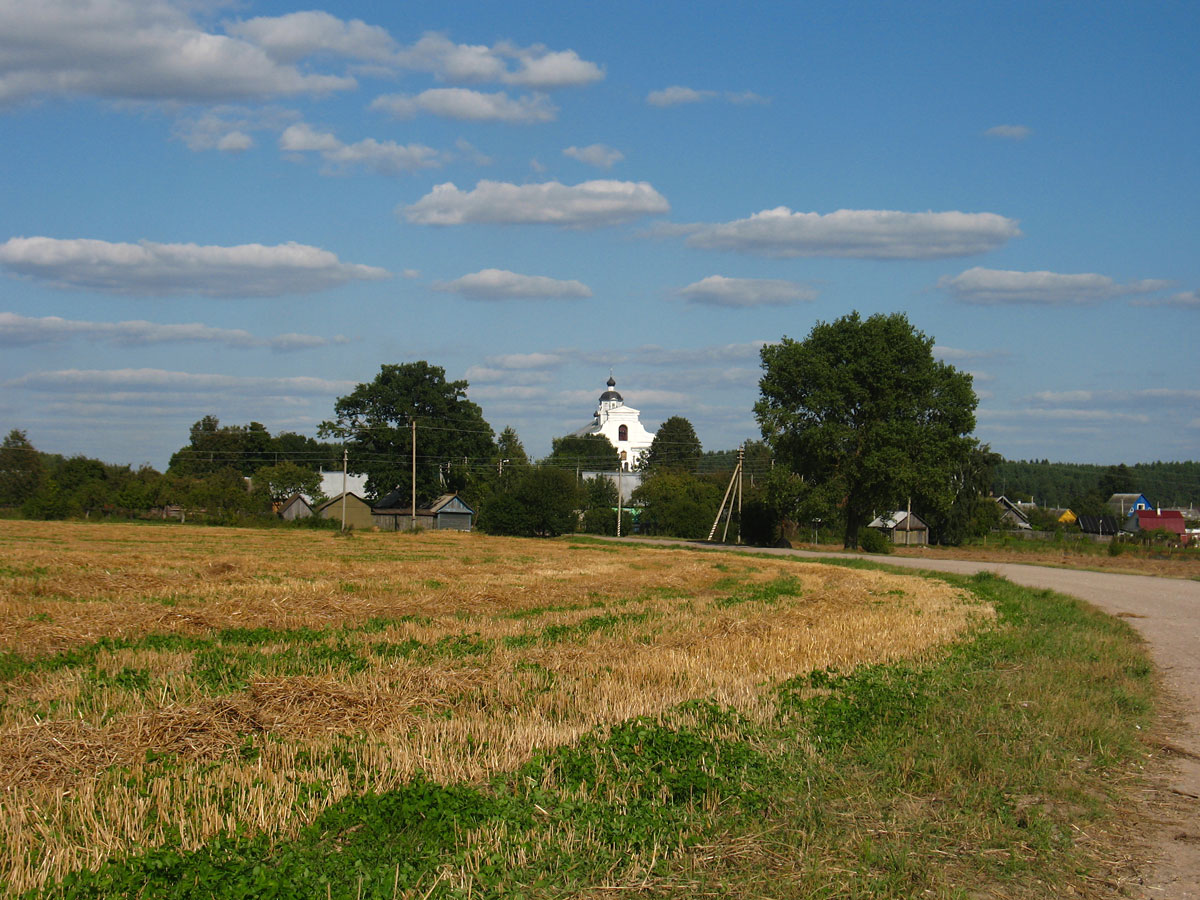
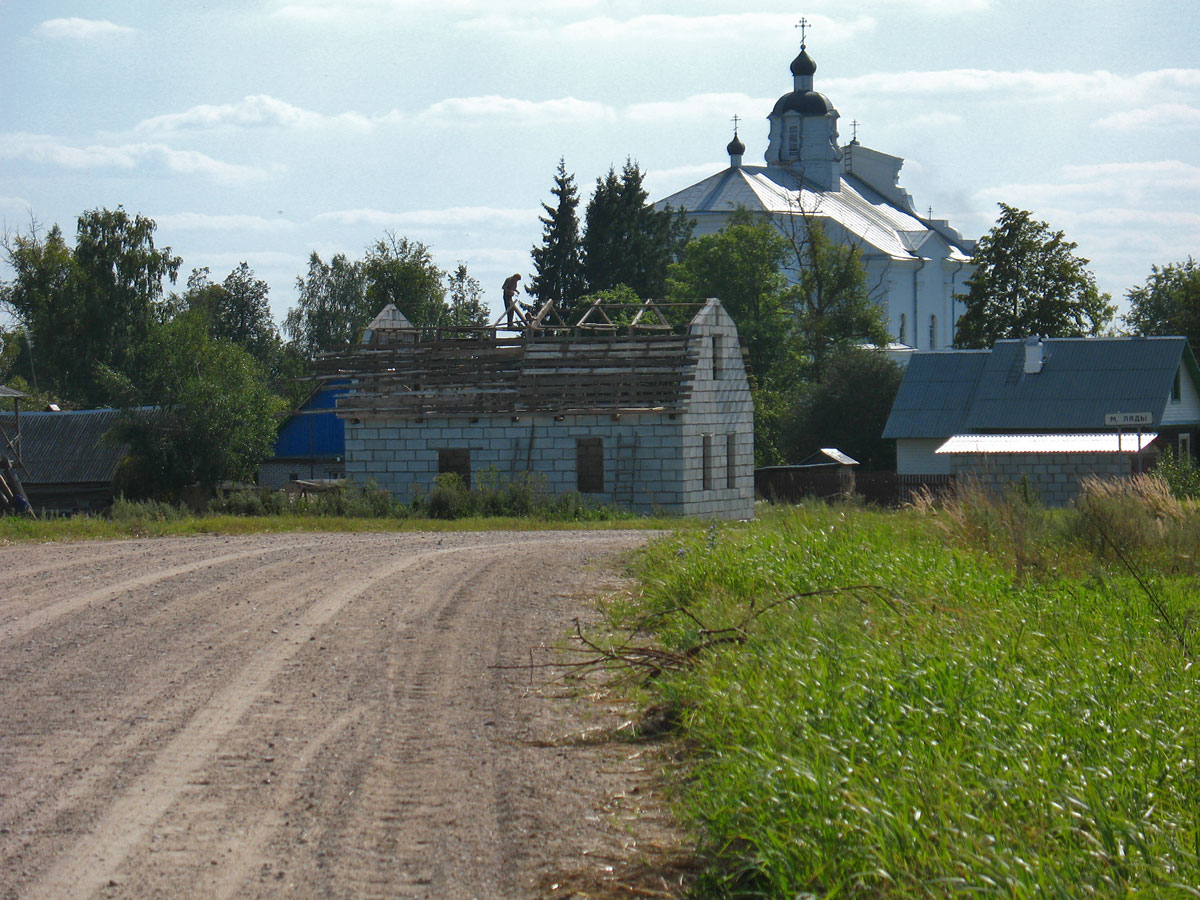
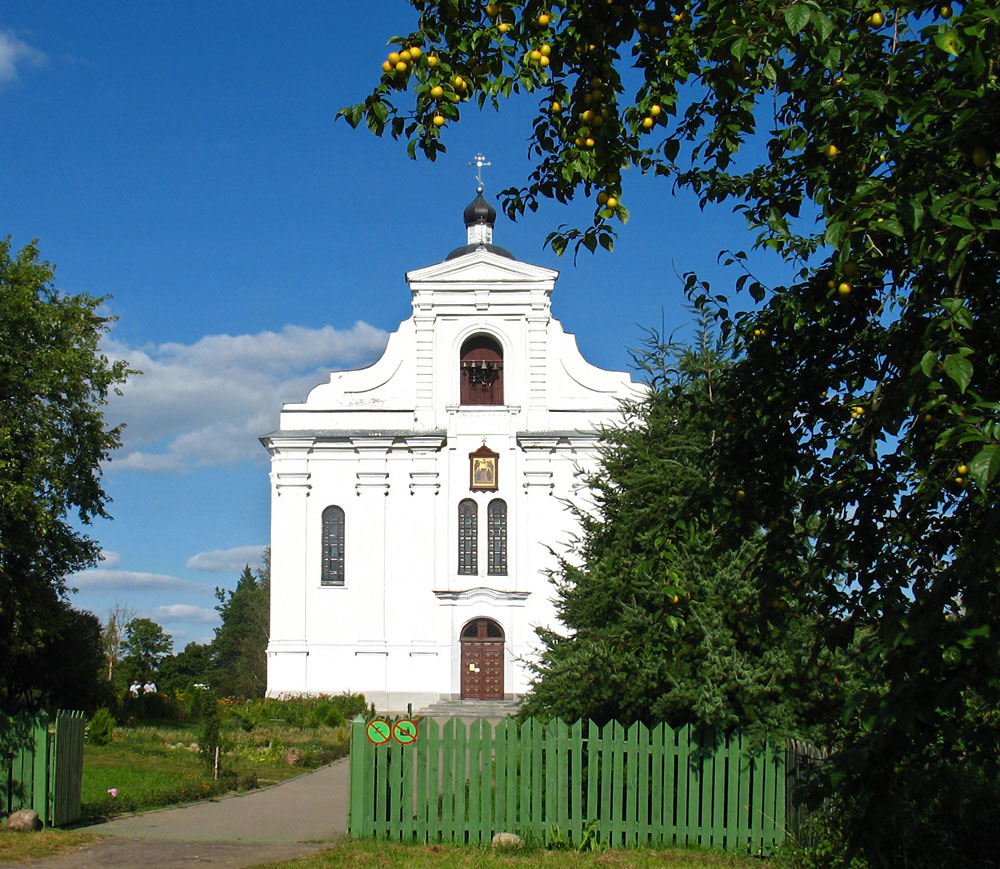
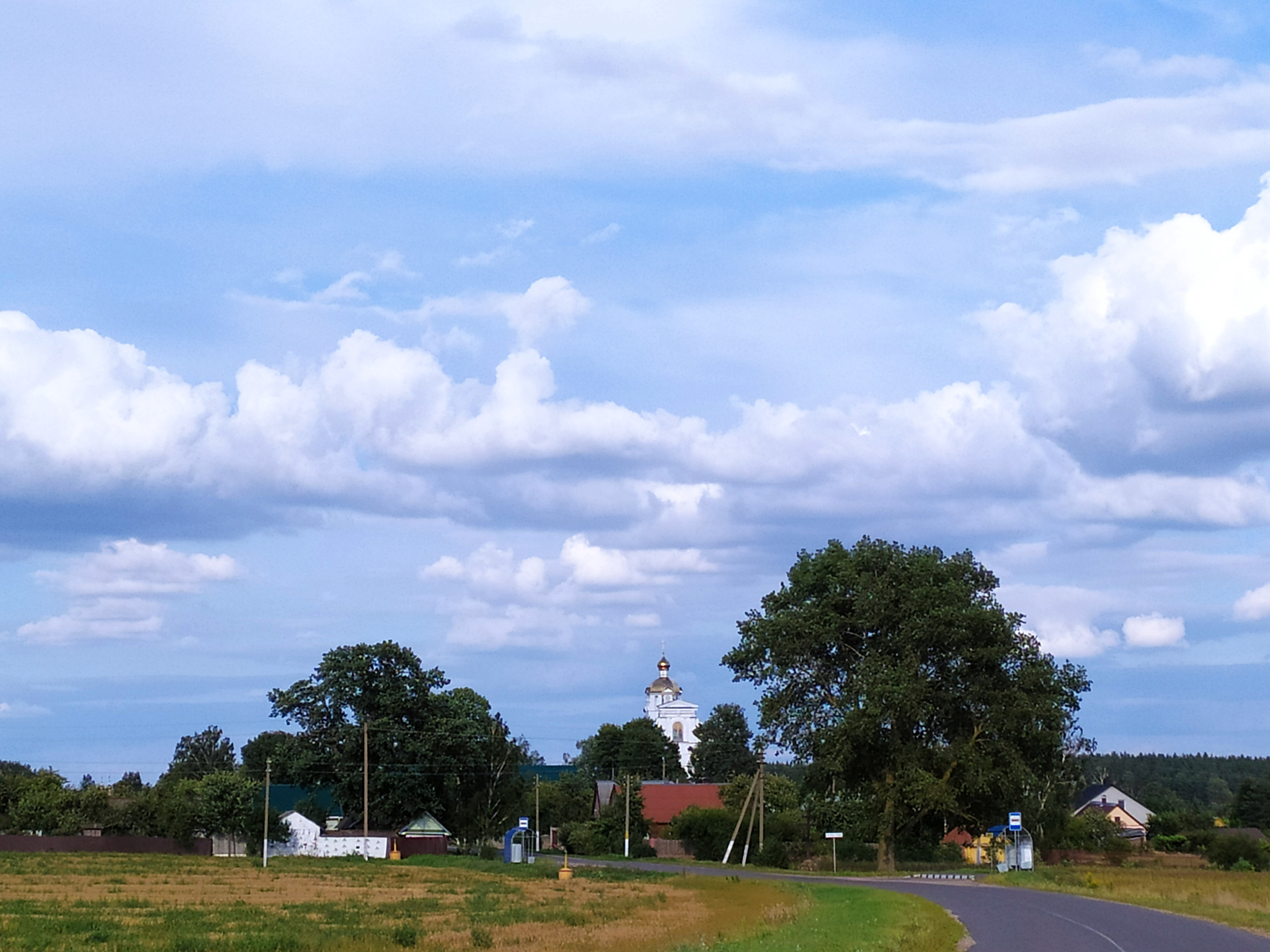

### Утраченное наследие
- Усадьба Ельских (XIX в.)